# Kákonyi Árpád
Kákonyi Árpád (Kalocsa, 1982. szeptember 26. –) zeneszerző, zenei rendező.

## Életútja
Zenei tanulmányait a kalocsai Liszt Ferenc Zeneiskolában kezdte Apagyi Judit, Fuchs Ferenc és Jensen Gabriella növendékeként. 1997-től a budapesti Bartók Béla Zeneművészeti Szakközépiskola diákja volt Ábrahám Mariann (zongora) és Fekete Győr István (zeneszerzés) irányítása alatt.
1998-ban a Békéstarhosi Országos Szakközépiskolai Zongoraverseny I. korcsoportjának I. díját nyerte el, 2001-ben az iskolai, majd 2002-ben az országos Ifjú Bartók Zeneszerzés Verseny győztese lett. 2002 óta a Zeneakadémia zeneszerzés szakos hallgatója, tanára: Vajda János. Diplomakoncertje 2008 júniusában volt a Zeneakadémia Nagytermében.
1998-ban és 1999-ben az I. és II. Fazioli Zongorafesztivál közreműködője. 2004-ben részt vett Paul Gulda bayreuth-i zongora kurzusán, 2006-ban a svájci Goppisberger Musikwochen-en zeneszerzést tanított.
2006–2007-ig az UMZE kamaraegyüttes rendszeres közreműködője (Hommage a Ligeti 2006., Tribute to Steve Reich, Schleswig-Holstein Fesztivál 2007.), 2008 februárja óta Bánfalvi Béla növendékeinek korrepetitora Pécsett, 2008 szeptembere óta a Színház- és Filmművészeti Egyetem korrepetitora Budapesten. 2008 áprilisában a belga királyi családnak adott koncertet Brüsszelben, az Accord Quartettel közösen Dohnányi c-moll Zongoraötösét játszották.
2006 októberében és novemberében kanadai és észak-amerikai turnén vett részt többek között Banda Ádám kamarapartnereként. 2009-ben Goppisberger Concerto című darabjával szerepelt Selmeczi György a Duna TV számára készített Kortársaim című portrésorozatában.
Kompozíciói elhangoztak az őszi Fesztiválon, a Korunk Zenéjén, az IKZE-n, a Vántus István Kortárszenei Napokon, valamint Európa számos országában (Ausztria, Németország, Hollandia, Svájc, Franciaország).
2013 óta az Örkény István Színház zenei vezetője.

## Munkássága
Katona József Színház
- 2008: Ascher Tamás – Barbárok (zene)
- 2012: Kovács Dániel – Virágos Magyarország (zene)
- 2014: Tengely Gábor – Az iglic (zeneszerző)
- 2014: Dömötör András – M/S (zeneszerző)

HOPPart társulat
- 2010: Zsótér Sándor – Chicago (zenei vezető)
- 2011: Pelsőczy Réka – Szeret...lek (zenész, zenei vezető)
- 2014: Kárpáti Péter – Hungari (zenei vezető)
- 2014: Polgár Csaba – Válasszunk párt (zene)

Egri Gárdonyi Géza Színház
- 2010: Zsótér Sándor – Maya (zenei vezető)

Örkény István Színház
- 2011: Mácsai Pál – Tarelkin (halála) élete (zene)
- 2013: Gothár Péter – A Kék Angyal (zene)

Hátsó Kapu
- 2011: Máthé Zsolt – Baróthy Angyalai (színész)

Sanyi és Aranka Színház
- 2011: Máthé Zsolt – Roadmovie-Th&L (zenei vezető)

K.V.Társulat
- 2012: Pelsőczy Réka – Gardénia (zeneszerző)

Debreceni Csokonai Színház
- 2012: Gemza Péter – Holdbeli Csónakos (zeneszerző)

Vaskakas Bábszínház
- 2012: Halasi Dániel – Holle anyó (zeneszerző)
- 2013: Tengely Gábor – Csillagszedő Márió (zeneszerző)

Radnóti Színház
- 2010: Zsótér Sándor – Kurázsi mama és gyerekei (?)

Bárka Színház
- 2012: Kamondi Zoltán – Lángoló kerékpár (zenei vezető)

Thália Színház
- 2013: Máthé Zsolt – Láthatóságiak (zenei vezető, szereplő)

Budapest Bábszínház
- 2013: Gáspár Ildikó – Kivi (zeneszerző)

Trafó
- 2013: Kálmán Eszter – Justine (zene)

## Díjai, elismerései
- Legjobb színházi zene - Színikritikusok-díja a Mesél a bécsi erdő című előadás zenéjéért (2016)
- Pro Arte Erzsébetváros (2022)[1]